# 保羅·黑門

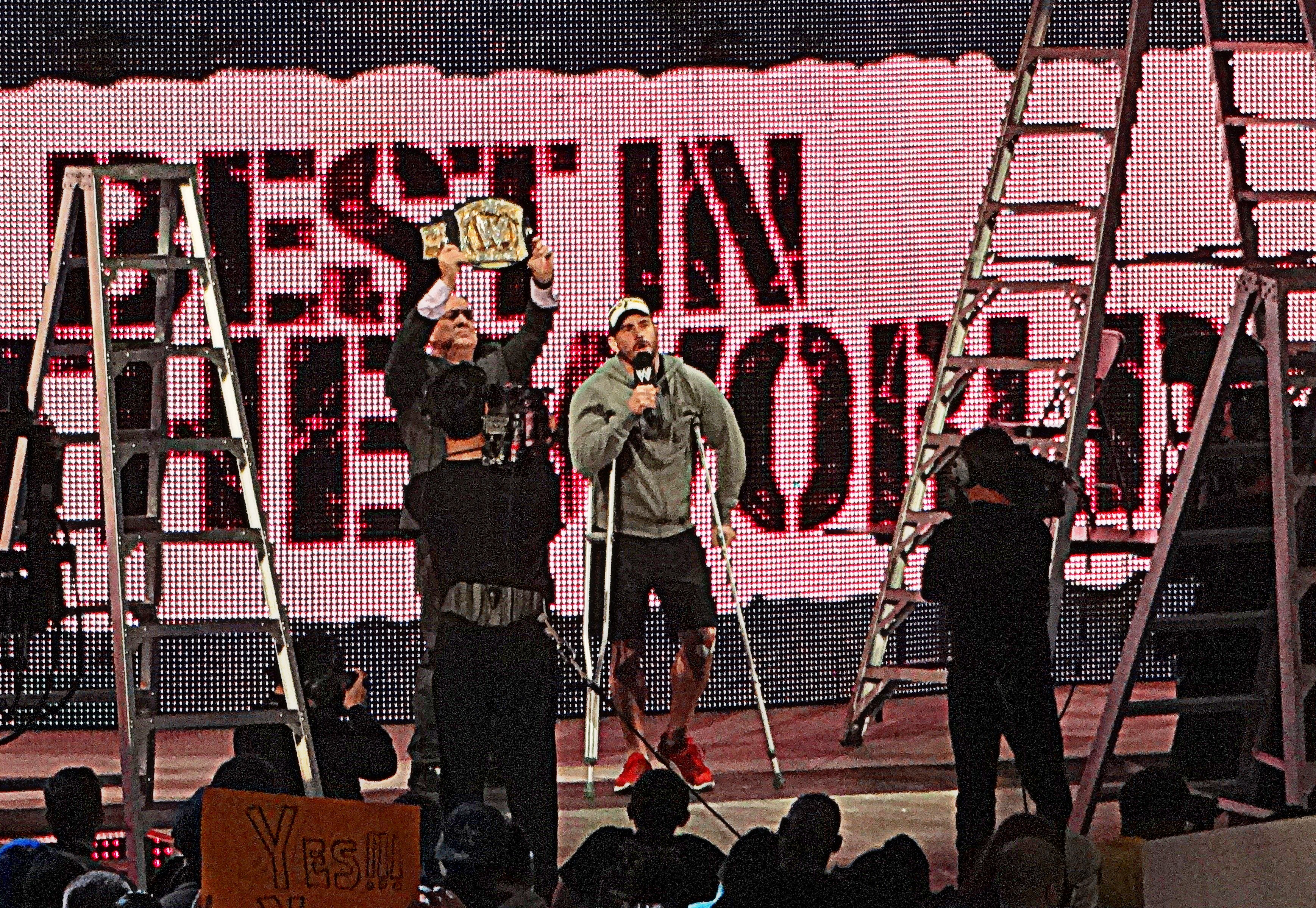
保羅·黑門與CM Punk

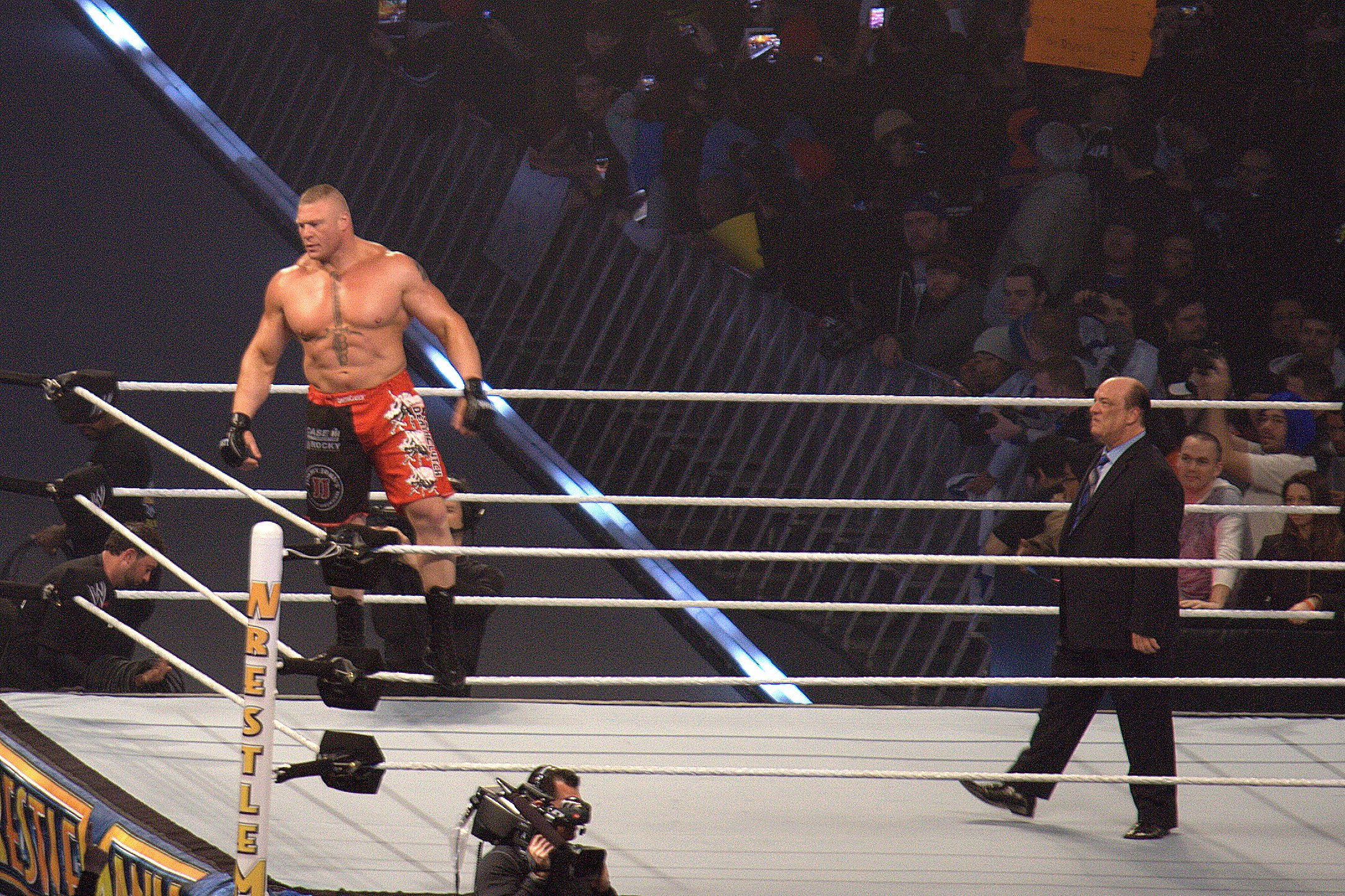
在摔角狂熱29登場的保羅·黑門與布洛克·雷斯納

保羅·黑門（英語：Paul Heyman，1965年9月11日—），是美國娛樂業的製片人、作家、表演者、營銷商、推廣者、職業摔角經紀人和評論員。目前受聘於世界摔角娛樂（WWE），並在SmackDown品牌上亮相。他幾十年來迴避了“經紀人”的標籤，而更喜歡“擁護者”或“代理人”一詞。
黑門也是世界摔角娛樂收購極限冠軍摔角後至其解散前，極限冠軍摔角的負責人。
在WWE期間，黑門目前擔任著賽特·羅林斯的經紀人，他也曾與多位重量級職業摔角選手簽約，如：CM Punk、羅伯·凡·達姆、冷石·史蒂夫·奧斯汀、寇特·安格、Big Show、雷·密斯特里歐、送葬者、布洛克·雷斯納及羅曼·瑞恩斯等。黑門本人也固定在WWE節目中演出。

## 外部連結
- 保羅·黑門在WWE官方網站的介紹 （页面存档备份，存于）（英文）
- 保羅·黑門的X（前Twitter）
- 保羅·黑門在互联网电影资料库（IMDb）上的資料（英文）
- Heyman Hustle Official Website （页面存档备份，存于）（英文）